# 1,7-Dibromheptan
1,7-Dibromheptan ist eine chemische Verbindung aus der Gruppe der aliphatischen, gesättigten Halogenkohlenwasserstoffe.

## Gewinnung und Darstellung
1,7-Dibromheptan kann durch Reaktion von 1,7-Heptandiol mit Bromwasserstoffsäure gewonnen werden. Es können jedoch auch andere Bromierungsmittel wie Phosphortribromid, Natriumbromid, n-Bromsuccinimid (NBS), Dimethylbromsulfoniumbromid (DMBS) oder Brom enthaltende ionische Flüssigkeiten verwendet werden.

## Eigenschaften
1,7-Dibromheptan ist ein hellgelbe Flüssigkeit, die praktisch unlöslich in Wasser ist.

## Verwendung
1,7-Dibromheptan wird als bei der Herstellung von Flüssigkristallen und anderen chemischen Verbindungen verwendet.